# Stephen J. Rivele
Stephen J. Rivele (* 6. Mai 1949 in Philadelphia, Pennsylvania; † 17. Mai 2024 in Pasadena, Kalifornien) war ein US-amerikanischer Drehbuch- und Romanautor.

## Leben
Rivele verfasste eine Reihe von Büchern und war auch als Blogautor aktiv. Für das Drehbuch zu Nixon war er gemeinsam mit Oliver Stone und Christopher Wilkinson bei der Oscarverleihung 1996 für die Auszeichnung in der Kategorie Bestes Originaldrehbuch nominiert. Zusammen mit Wilkinson verfasste er auch beinahe alle seinen weiteren Drehbücher.  An Klang der Stille (2006) waren die beiden auch erstmals als Produzenten beteiligt.

## Filmografie (Auswahl)
- 1988: The Men Who Killed Kennedy (TV-Dokumentation)
- 1995: Nixon
- 2001: Ali
- 2006: Klang der Stille (Copying Beethoven)
- 2009: Wie ein Staubkorn im Wind (Like Dandelion Dust)
- 2014: Bauernopfer – Spiel der Könige (Pawn Sacrifice)
- 2015: Miles Ahead
- 2016: Birth of the Dragon

## Werke (Auswahl)
- Kennedy, la conspiración de la mafia, Paris: Ediciones B., 1988
- Der Kreuzritter. Das Tagebuch des Roger von Lunel, München 1996, ISBN 978-3-453-11506-4.
- The Plumber: The True Story of How One Good Man Helped Destroy the Entire Philadelphia Mafia, 1991
- The Mothershed Case, 1992
- Lieutenant Ramsey's War: From Horse Soldier to Guerrilla Commander, 1996